# Gobierno y política de Tanzania

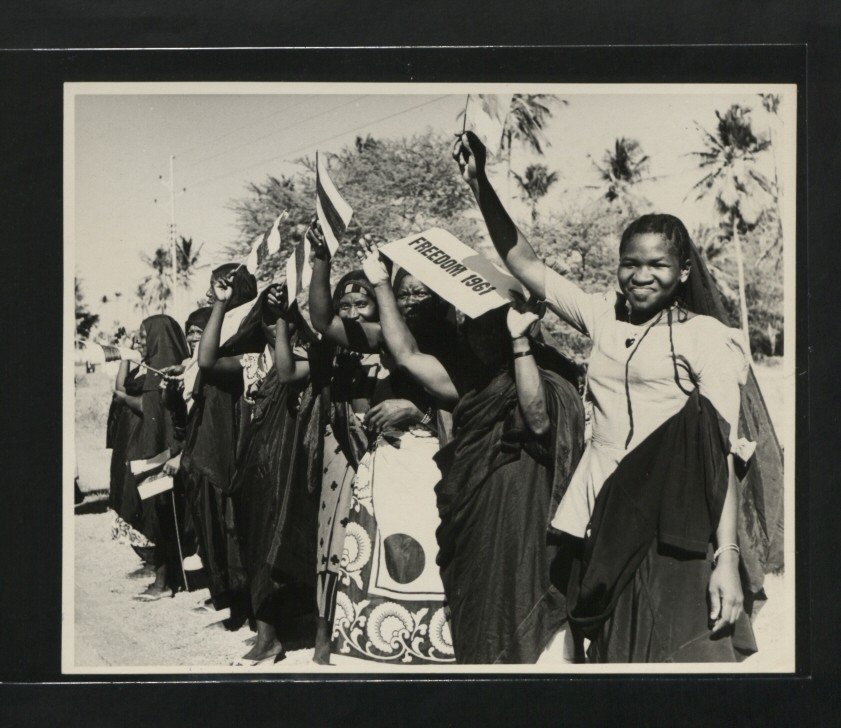
Tanganicanos demandando su independencia del Imperio británico, 1961

La República Unida de Tanzania se creó el 26 de abril de 1964 después de la unificación de Tanganika y Zanzíbar. Se estableció una primera constitución provisional en 1965 hasta la aprobación de un texto definitivo el 25 de abril de 1977, modificado en 1979 y 1985 para otorgar cierto nivel de autonomía a la antigua Zanzíbar. En 1992 se aprobó una modificación que permite el pluripartidismo.
El poder legislativo reside en el Asamblea Nacional de la República Unida de Tanzania, si bien aquellos asuntos que se refieren a Zanzíbar son competencia exclusiva de su Cámara de Representantes. La Asamblea es elegida en su mayoría por sufragio universal, libre, directo y secreto, cinco miembros por la Cámara de Zanzíbar y el resto directamente por el presidente, por un periodo de cinco años.
El poder ejecutivo reside en el presidente de la República, que es además el jefe del Estado y comandante en Jefe del Ejército. Es elegido por sufragio universal por un período de cinco años, con una limitación de mandatos a dos periodos. Junto al presidente, se encuentra el primer ministro que tiene las funciones del poder ejecutivo disminuidas.
En Zanzíbar la Cámara de Representantes es íntegramente elegida por sufragio universal. El territorio tiene un Presidente, un Ministro Principal elegido por este y un gabinete que integra el denominado Consejo Revolucionario Supremo. De facto el territorio goza de autonomía sobre casi todas las materias menos moneda y política exterior y de defensa.